# John B. Taylor

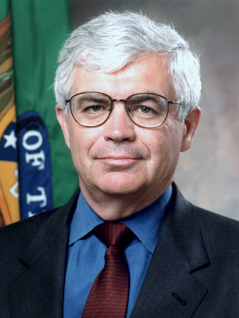
John B. Taylor

John Brian Taylor (Yonkers, 8 december 1946) is de Mary en Robert Raymond-professor economie  aan Stanford University en de George P. Shultz-senior fellow in de economie aan het aan Stanford University verbonden Hoover Instituut. 
Hij studeerde aan Shady Side Academy. In 1968 behaalde hij zijn Bachelor of Arts aan Princeton University. In 1973 promoveerde hij aan Stanford University in de economie. In de jaren 1973-1980 gaf hij les aan Columbia University. Daarna was hij vier jaar (1980-1984) verbonden aan de Woodrow Wilson School of Public and International Affairs en aan de economiefaculteit van Princeton University. In 1984 keerde hij naar Stanford terug.  
Hij kreeg bekendheid door zijn Taylor-regel, die een relatie legt tussen de officiële korttermijnrente van centrale banken en hun doelstellingen voor een beheerste inflatie en economische groei.

## Voetnoten
1. ↑  Shady Side Academy's lijst van opmerkelijke alumni. Gearchiveerd op 24 februari 2021.

- Bibliothèque nationale de France: cb124552587 (data)
- Catàleg d'autoritats de noms i títols de Catalunya: 981058515128506706
- CiNii: DA00719623
- Gemeinsame Normdatei: 131407880
- International Standard Name Identifier: 0000 0001 1454 7945
- Library of Congress Control Number: n82035500
- Mathematics Genealogy Project: 211056
- Bibliotheek van het Japanse parlement: 00476001
- Nationale Bibliotheek van Tsjechië: xx0042833
- Nationale Bibliotheek van Israël: 987007297757705171
- Nederlandse Thesaurus van Auteursnamen: 074073486
- PIC: 303333
- Système universitaire de documentation: 079538568
- Virtual International Authority File: 69145969942032250268
- WorldCat: E39PCjqVBjB8YvVbHdtjBW3cKd